# Centropus
Centropus es un género de aves cuculiformes de la familia Cuculidae cuyos miembros habitan en África subsahariana, Asia y Oceanía.

## Especies
El género Centropus contiene las siguientes especies:
- Centropus celebensis - cucal de Célebes;
- Centropus unirufus - cucal rufo;
- Centropus melanops - cucal carinegro;
- Centropus nigrorufus - cucal de la Sonda;
- Centropus milo - cucal milo;
- Centropus goliath - cucal Goliat;
- Centropus violaceus - cucal violáceo;
- Centropus menbeki - cucal menebiki;
- Centropus ateralbus - cucal blanquinegro;
- Centropus phasianinus - cucal faisán;
- Centropus spilopterus - cucal de las Kai;
- Centropus bernsteini - cucal de Bernstein;
- Centropus chalybeus - cucal de Biak;
- Centropus rectunguis - cucal de Strickland;
- Centropus steerii - cucal de Mindoro;
- Centropus sinensis - cucal chino;
- Centropus andamanensis - cucal de Andamán;
- Centropus viridis - cucal filipino;
- Centropus toulou - cucal malgache;
- Centropus grillii - cucal negro;
- Centropus chlororhynchus - cucal de Ceilán;
- Centropus bengalensis - cucal bengalí;
- Centropus leucogaster - cucal ventriblanco;
- Centropus anselli - cucal de Gabón;
- Centropus monachus - cucal monje;
- Centropus cupreicaudus - cucal colicobrizo;
- Centropus senegalensis - cucal senegalés;
- Centropus superciliosus - cucal cejiblanco.